# Dzierzba czarnoczelna
Dzierzba czarnoczelna (Lanius minor) – gatunek niewielkiego ptaka wędrownego z rodziny dzierzb (Laniidae).

## Występowanie
Zamieszkuje wschodnią i południową Europę (do południowej Francji, ale bez Półwyspu Iberyjskiego), Turcję i środkową Azję po Kaukaz oraz rzekę Jenisej i południową Syberię. Na północ od Alp po znacznym spadku liczebności dzierzba czarnoczelna widywana jest teraz tylko we wschodniej części Europy. Wędrowna na dalekie dystanse, przeloty w kwietniu-maju i sierpniu-wrześniu. Zimuje w południowej Afryce.
W Polsce do niedawna skrajnie nieliczny ptak lęgowy, spotykany we wschodniej części kraju. Gniazdował regularnie jedynie na terenie gminy Michałowo w województwie podlaskim. W latach 90. XX wieku pojedyncze lęgi stwierdzano również pod Wizną, nad dolnym Bugiem poniżej Wyszkowa, w Kotlinie Sandomierskiej (szczególnie w dolinie Wisłoki), na zachodniej Lubelszczyźnie, pod Oświęcimiem i koło Piotrkowa Trybunalskiego. Ostatni potwierdzony lęg na terenie Polski miał miejsce w 2010 roku, choć niewykluczone, że pojedyncze pary mogły przystępować do lęgów w latach późniejszych na obszarach słabo spenetrowanych. Dawniej był to ptak dość rozpowszechniony, w XIX wieku zamieszkiwał większość niżowej części ziem polskich, jednak od początku XX wieku następował regres populacji, postępując od północy i zachodu. Jeszcze w latach 80. XX wieku populację szacowano na około 100 par, a w latach 2008–2012 na zaledwie 1–3 pary.

## Podgatunki
Międzynarodowy Komitet Ornitologiczny (IOC) uznaje gatunek za monotypowy, natomiast autorzy Handbook of the Birds of the World wyróżniają dwa podgatunki:
- L. m. minor – północno-wschodnia Hiszpania, południowa Francja, Włochy, wschodnia Austria, Słowacja, Węgry, Bałkany (na południu po północną Grecję, na wschodzie po Morze Czarne), południowa Litwa, Białoruś i południowo-zachodnia Rosja (na wschodzie po Ural, na południu po Krym i Kaukaz), na południe po Turcję, północną Syrię, Liban i północny Irak. Zimuje w południowej Afryce.
- L. m. turanicus – zachodnia Syberia (na wschód od Uralu) i dalej na wschód po rosyjski Ałtaj oraz północno-zachodni kraniec Chin, na południe do Azerbejdżanu, północno-zachodniego i zachodniego Iranu, północny Turkmenistan i północno-wschodni Afganistan. Zimuje w południowej Afryce.

## Charakterystyka

### Wygląd zewnętrzny

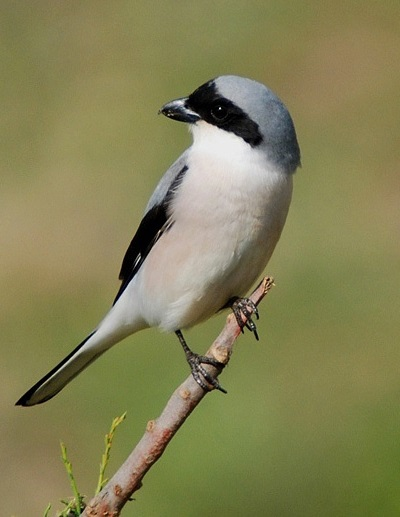
Dzierzby czarnoczelne mają na głowie czarną maskę zachodzącą na czoło

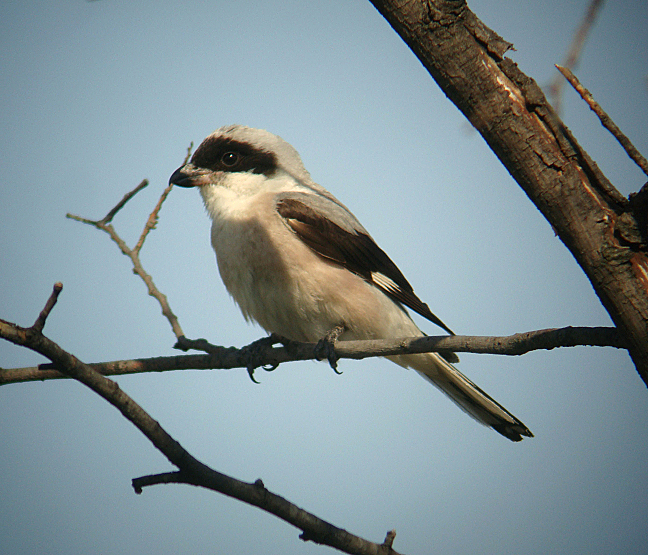
Dzierzba czarnoczelna prawdopodobnie już nie lęgnie się w Polsce

Ptak o wyprostowanej sylwetce i długim ogonie. Na głowie szeroka czarna maska, u dorosłych osobników sięgająca na czoło (u podobnego srokosza jest tylko czarny pasek oczny, nie przechodzący na czoło, za to z białym obramowaniem od góry, nigdy niewystępującym u dzierzby czarnoczelnej). Wierzch ciała i głowy szaroniebieski, białe gardło, spód białawy z różowym nalotem na piersi i bokach. U nasady lotek pierwszego rzędu białe lusterko (u srokosza zwykle biel jest również na lotkach drugorzędowych). Koniec pierwszej lotki znajduje się na wysokości końca pokryw skrzydłowych. Lotki od drugiej do czwartej są najdłuższymi lotkami. Ogon czarny z białymi brzegami; u siedzącego ptaka końce skrzydeł wystają poza nasadę ogona. Masywny, silny, gruby dziób – jego górna część na końcu jest zakrzywiona i zaopatrzona w ostry „ząb”, który ułatwia dzierzbie miażdżenie chitynowych pancerzyków owadów. Służy też do przytrzymywania ciężkiej i śliskiej zdobyczy. Ta cecha budowy jest wspólna dla wszystkich dzierzb. Samice mają mniej różowy spód, czoło szaro-czarno plamkowane i wierzch szary bez niebieskiego odcienia, poza tym przypominają samca. Ptaki młode są z szarobrązowego wierzchu prążkowane, podobnie jak srokosz mają szare czoło i czarną maskę przez oko (ale brak występującej u srokosza białej brwi), a spód ciała kremowy (ogólnie są mniej barwne). Zazwyczaj u ptaków dorosłych czarna barwa zastąpiona jest brązowoczarną.

### Rozmiary ciała
długość ciałaok. 20 cm

rozpiętość skrzydełok. 35 cm

### Masa ciała
ok. 45 g

### Głos
Śpiew jest wiązanką różnych melodii, naśladownictw, gwizdów i skrzeków. To ostre „tcze tcze”. Śpiewa głośniej niż srokosz, wzlatując nad terenem gniazdowym. Wabi różnymi skrzeczącymi dźwiękami, podobnie do sroki, wydając je w podrygującym locie oraz zawisając w powietrzu.

### Zachowanie
Lata prostoliniowo, zmierzając bezpośrednio do celu. Przesiaduje na eksponowanych punktach obserwacyjnych, np. przewodach telefonicznych lub gałęziach drzew.

## Środowisko
Zasiedla ciepłe niziny, otwarte przestrzenie, rzadko porośnięte drzewami lub ich grupami. Tereny rolnicze z niską roślinnością i z bogatą strukturą – brzegi pól, skraje starych lasów, śródpolne kępy drzew, brzegi lasków, zadrzewienia śródpolne, szpalery, aleje drzew (zwłaszcza topoli), wysokopienne sady i ogrody.

## Pożywienie
Żywi się jedynie pokarmem zwierzęcym (podobnie jak dzierzba gąsiorek) – owadami (najchętniej chrząszczami), ślimakami, gryzoniami, ptakami i jaszczurkami.
Poluje w locie lub z zasiadki, spadając z góry na upatrzoną zdobycz. Podobnie jak inne dzierzby nabija upolowane ofiary na ciernie lub kolce (robi to jednak rzadziej). W trakcie złej pogody poszukuje swych ofiar biegając po ziemi.

## Lęgi
Wyprowadza jeden lęg w roku, pod koniec maja lub w czerwcu.

### Gniazdo
W koronie wysokiego drzewa (zwykle około 10 m nad ziemią), umieszczone w rozwidleniu konarów, blisko pnia lub u nasady grubej gałęzi, często na topolach lub drzewach owocowych. Konstrukcja jest stosunkowo duża i zbudowana z korzeni, kłączy, gałęzi i grubych źdźbeł traw. Wyścielona delikatnie piórami, włosiem i roślinną wełną. Charakterystycznym elementem gniazda tego ptaka jest wplecenie w środkową jego część licznych dużych, zielonych roślin.

### Jaja

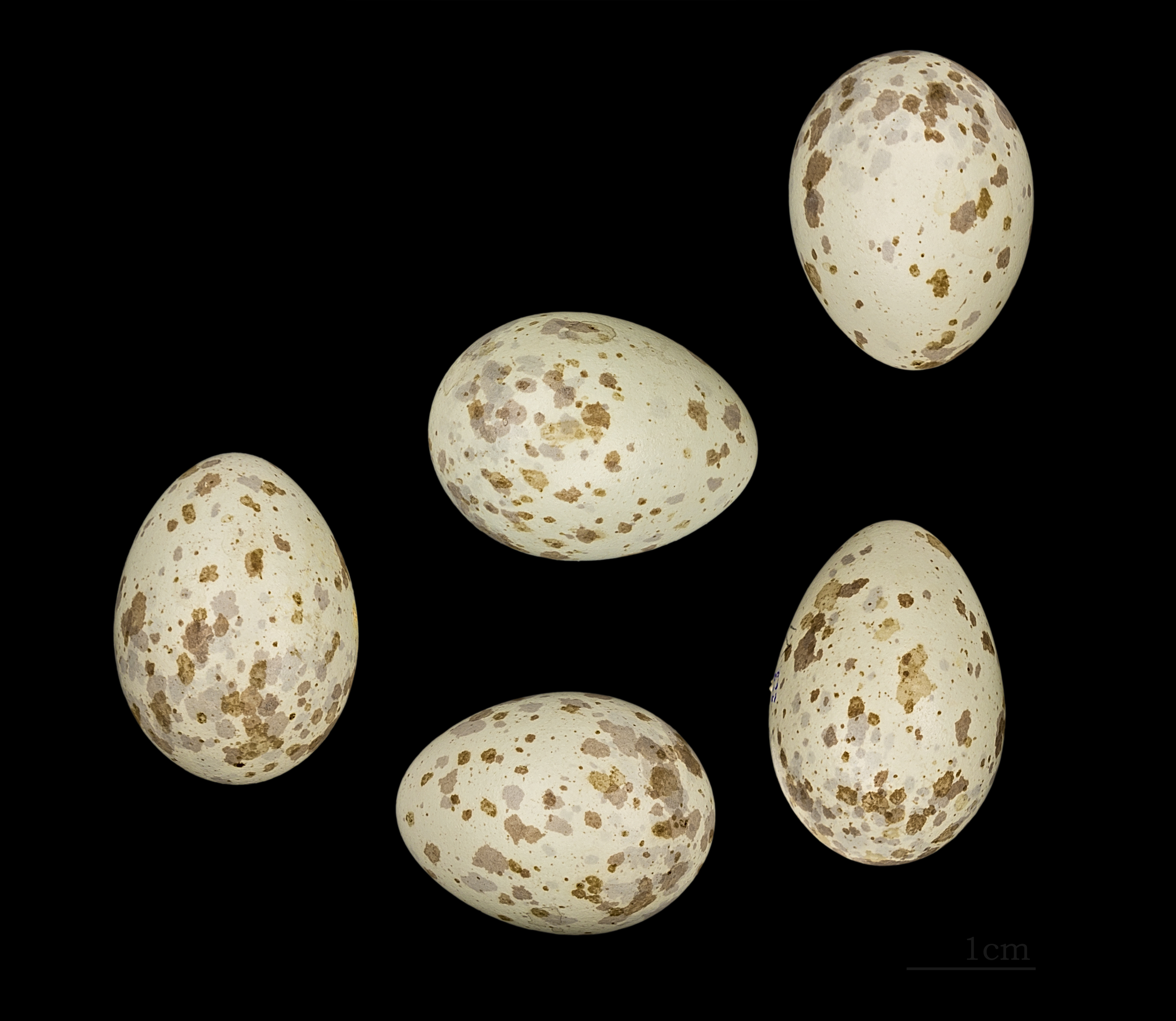
Jaja z kolekcji muzealnej

W zniesieniu 5–6 zielonkawych jaj, które są pokryte małymi, ciemnymi (brunatnymi lub oliwkowymi) plamkami.

### Wysiadywanie
Samica wysiaduje jaja przez okres około 15 dni.

### Pisklęta
Gdy potomstwo jest w gnieździe oraz przez dłuższy czas po ich opierzeniu się, oboje rodzice je karmią. Pisklęta, gniazdowniki, opuszczają gniazdo po około 14–19 dniach, a następnie przebywają wspólnie z rodzicami na niewielkim terytorium o promieniu 200–250 m. Miejsca lęgowe opuszczają w sierpniu lub wrześniu.

## Status, zagrożenia i ochrona
Międzynarodowa Unia Ochrony Przyrody (IUCN) uznaje dzierzbę czarnoczelną za gatunek najmniejszej troski (LC – least concern) nieprzerwanie od 1988 roku. Liczebność światowej populacji, wstępnie obliczona w oparciu o szacunki organizacji BirdLife International dla Europy z 2015 roku, zawiera się w przedziale 1 200 000–3 260 000 dorosłych osobników. Globalny trend liczebności populacji uznawany jest za spadkowy.
W Polsce objęta ochroną gatunkową ścisłą, wymaga ochrony czynnej. Na Czerwonej liście ptaków Polski została sklasyfikowana jako gatunek krytycznie zagrożony, prawdopodobnie wymarły CR(PE).
Zagrożeniami dla tego ptaka są chemiczne skażenia gleby, intensyfikacja rolnictwa, zarastanie nieużytków i wycinanie śródpolnych drzew oraz zarośli.